# Осман Дуралиев
Осман Дуралиев е български състезател по борба свободен стил от турски произход.

## Биография
Роден е на 15 януари 1939 година в Разградското село Владимировци.
Печели 2 пъти сребърен медал на летните олимпиади в Мексико 1968 и в Мюнхен 1972 година.
Той е 4 пъти европейски вицешампион – през 1967, 1968, 1969 и 1972 година. Също 4 пъти остава втори на световни първенства по борба – през 1967, 1969, 1970 и 1971 г.
Поради 10-те си 2-ри места често е наричан с прякора „Вечно сребърния“. Дуралиев не успява да се окичи със злато, тъй като в тежка категория тогава властва непобедимият Александър Медвед, известен с прозвището „Сибирската мечка“.
Най-близо до заветната титла Дуралиев е на последното си световно първенство в София през 1971 г., когато стадион „Васил Левски“ събира 216 борци от 31 страни. 43 секунди преди края на схватката Осман води с 4:3 точки, следва кратко съдийско прекъсване.
Трикратният олимпийски шампион от Русия изравнява и срещата приключва. Заради по-лекото си лично тегло пратеникът на „сборная“ взима златото, а Дуралиев отново е втори.
„Не му достигаше мотивация – коментира олимпийският шампион Еньо Вълчев. – Психически и физически се предаваше. И въпреки че перфектно прилагаше най-силния си прийом – „черек“, който му носеше точки, накрая губеше срещата“.
През 1989 г. преселническата вълна го повлича и той се установява в Истанбул. Там почива на 72-годишна възраст на 25 април 2011 г.
Оставя клуб, наречен на негово име, в разградското село Самуил. През последните години община Исперих прави народни борби, а на най-младия състезател се връчва пояс, наречен „Златният пояс на Осман Дуралиев“.